# Rega (служба воздушного спасения)

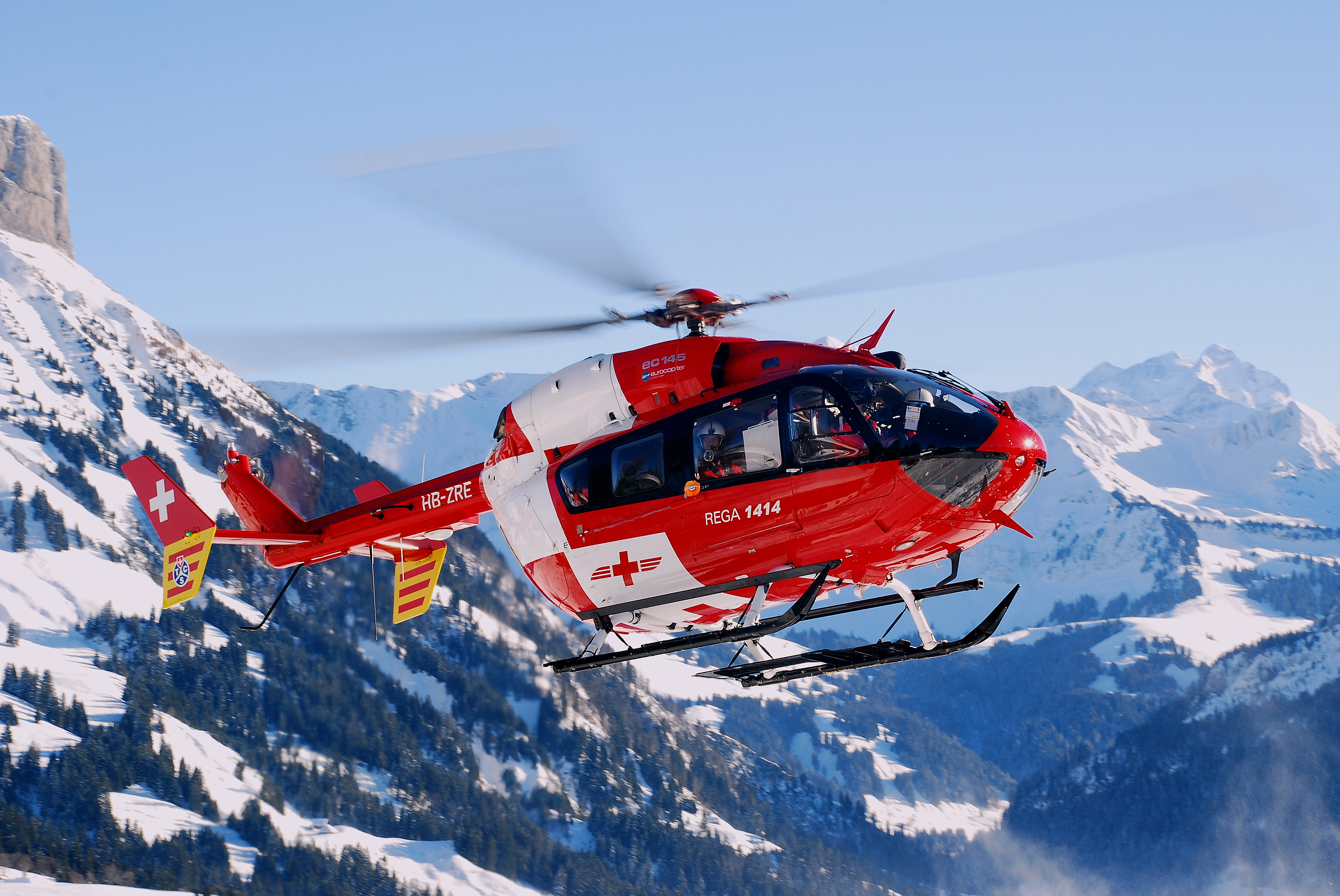
Eurocopter EC 145 спасательной службы Rega.

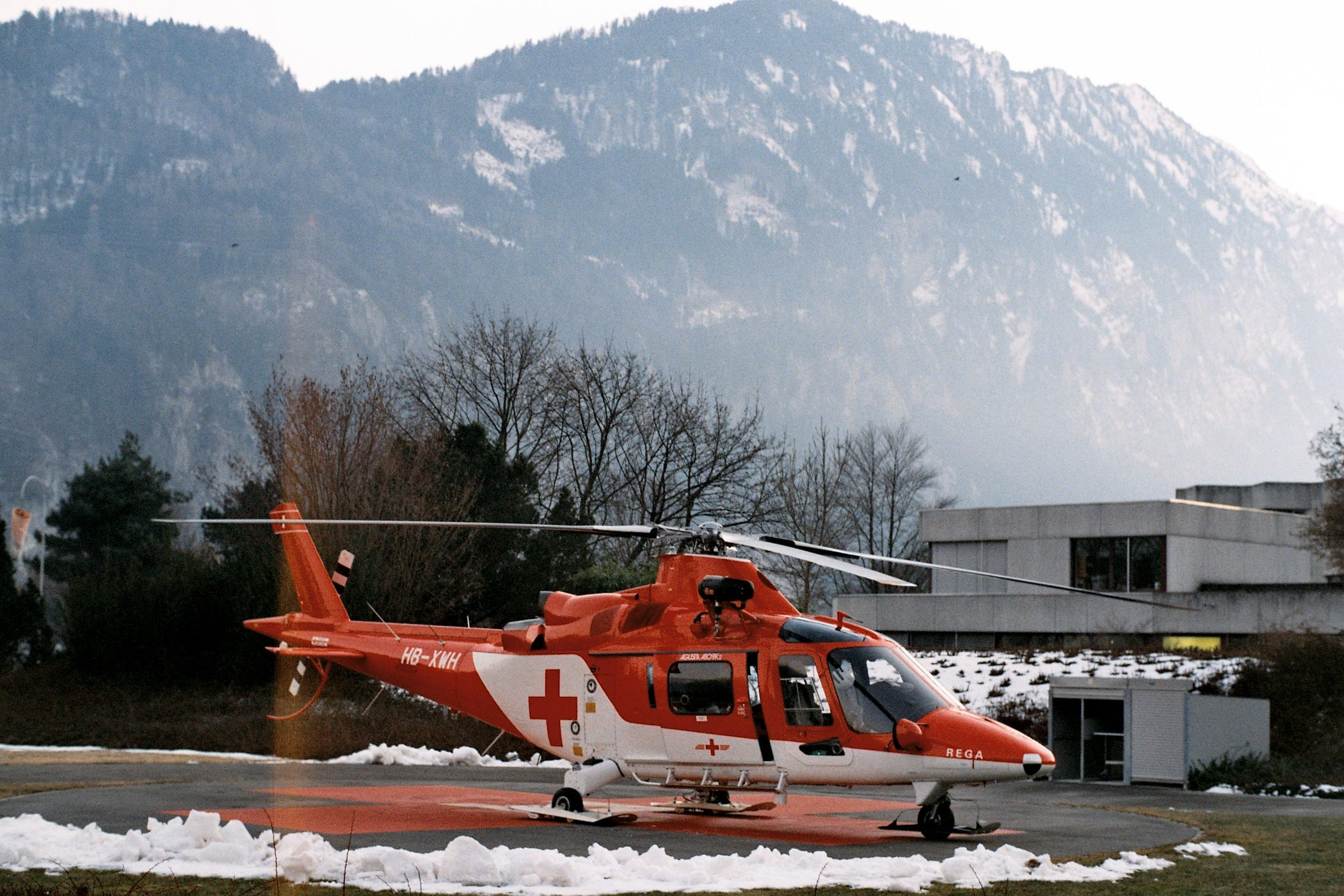
Agusta A109 K2 спасательной службы Rega в Интерлакене.

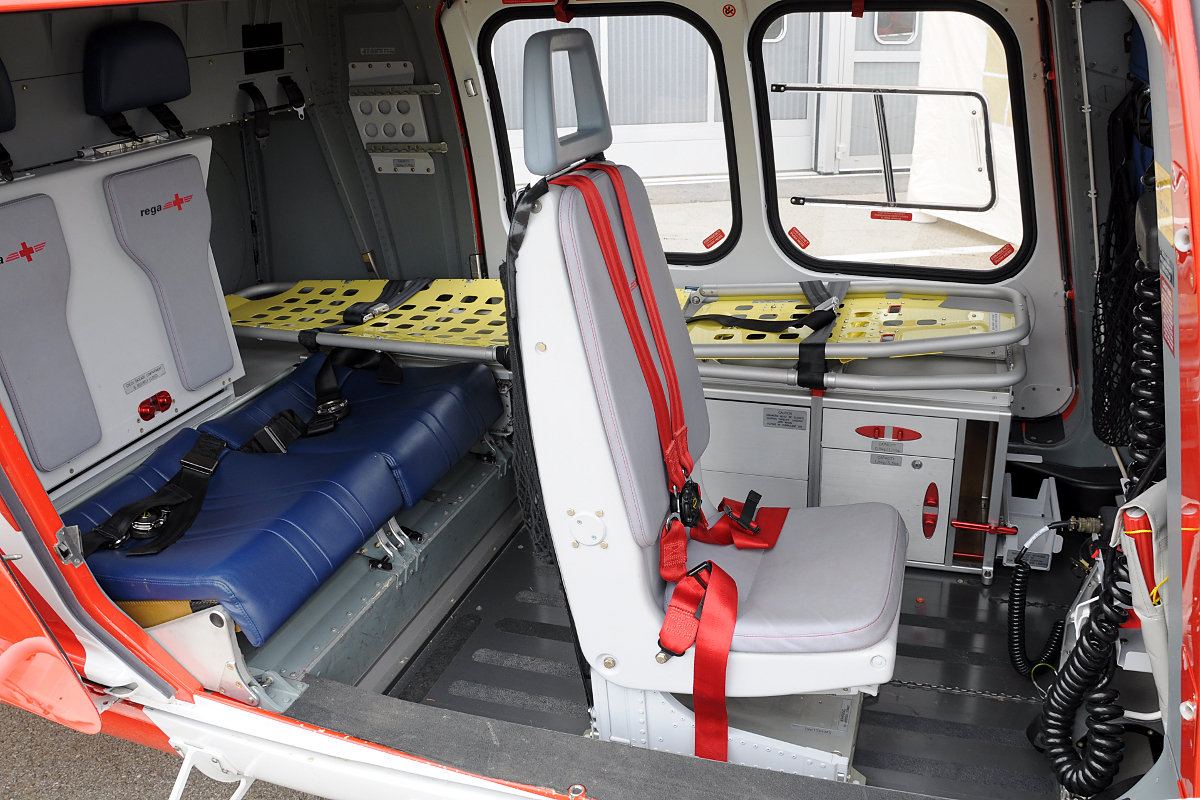
Кабина Agusta A109SP спасательной службы Rega.

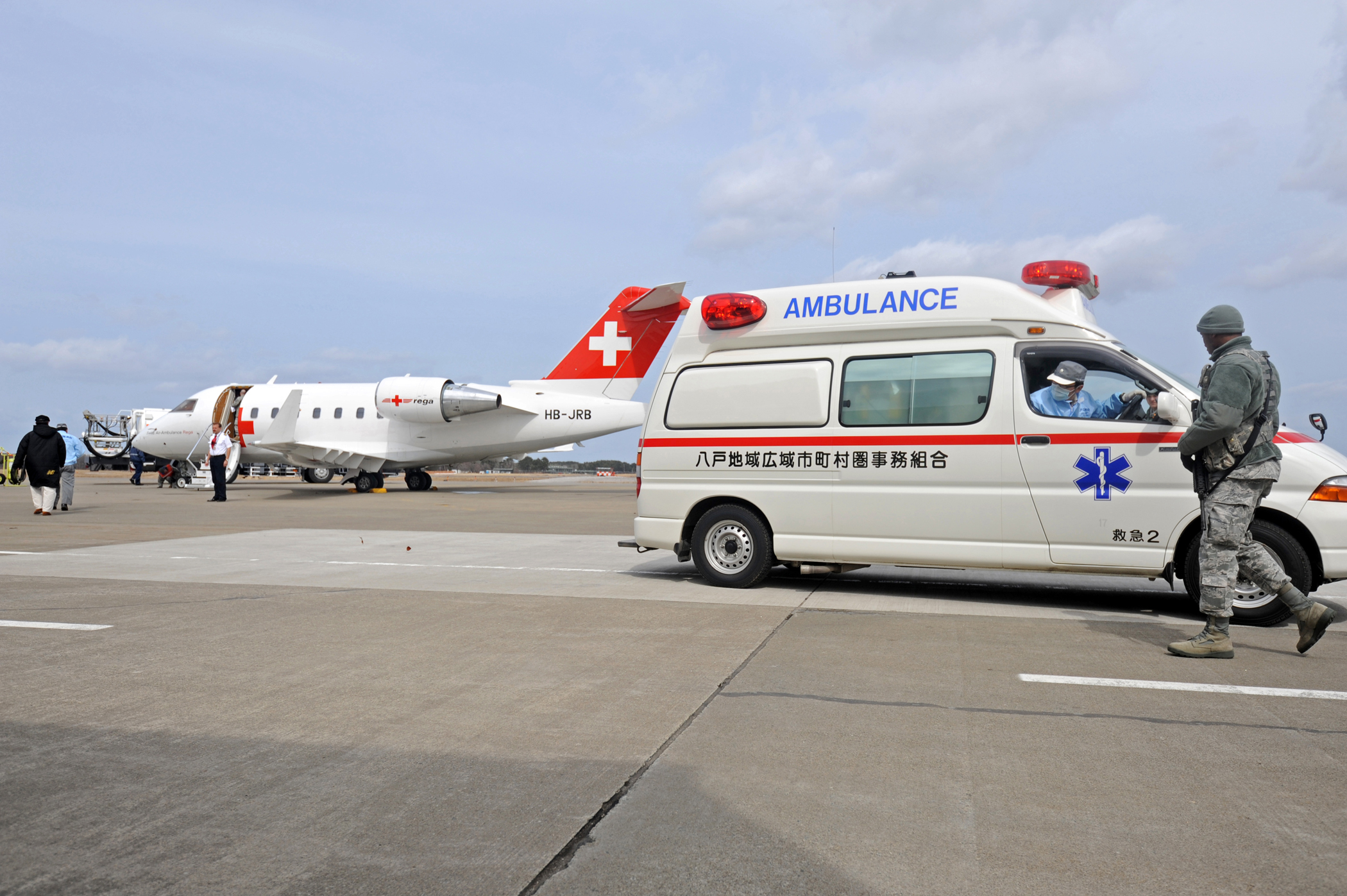
Эвакуация самолётом спасательной службой Rega после землетрясения в Японии в 2011 году.

Swiss Air-Rescue (нем. Schweizerische Rettungsflugwacht, фр. Garde aérienne suisse de sauvetage, итал. Guardia aerea svizzera di soccorso, Rega) — частная некоммерческая авиационная спасательная служба, оказывающая неотложную медицинскую помощь в Швейцарии и Лихтенштейне. Rega была основана 27 апреля 1952 года доктором Рудольфом Бухером, который считал, что швейцарской спасательной организации необходимо специализированное воздушное подразделение. Rega в основном помогает при спасательных операциях в горах, хотя при необходимости она также будет работать в других местах, особенно в чрезвычайных ситуациях, угрожающих жизни. Rega также предоставляет услуги по репатриации и медицинские консультации для участников, которым требуется неотложная медицинская помощь во время пребывания за границей, а местное лечение недоступно.
Rega также помогает альпийским фермерам в летние месяцы спасать домашний скот и забирать мертвых животных.
Будучи некоммерческим фондом, Rega не получает финансовой помощи от правительства. Служба работает довольно необычно для Европы, поскольку большая часть их расходов оплачивается за счет ежегодных взносов частных вкладчиков (по состоянию на 2016 год: 3,2 миллиона вкладчиков, 38% населения). Взамен Rega не взимает со своих участников расходы на поиск, спасение и репатриацию. Еще одна особенность Rega заключается в том, что люди, терпящие бедствие, могут напрямую вызвать спасательный вертолет (номер телефона 1414). В случае недостаточного покрытия мобильной связи альпинисты также могут воспользоваться аварийным радиотелефоном (161,3 МГц).
Головной офис Rega Centre (где находится операционный центр Rega, где координируются все миссии) представляет собой ангар, расположенный в северо-восточной части аэропорта Цюриха в муниципалитете Клотен; ангар имеет прямой доступ к взлетно-посадочным полосам аэропорт. Экипаж всех вертолетов Rega состоит из трех человек: пилота, врача скорой помощи и фельдшера, который также обучен помогать пилоту в радиосвязи, навигации, обходе местности / объектов и работе с лебедкой. В некоторых ситуациях, например, при эвакуации канатных дорог или подъеме раненых альпинистов со скалы, бригада также состоит из специалистов, прошедших обучение в Швейцарском альпийском клубе.
В кантоне Вале вертолетные поисково-спасательные работы осуществляют компании Air Glaciers и Air Zermatt.

## Название
Название Rega было создано путем объединения букв названия «Swiss Air Rescue Guard», написанного на немецком (Schweizerische Rettungsflugwacht), французском (Garde Aérienne Suisse de Sauvetage) и итальянском (Guardia Aerea Svizzera di Soccorso) языках. Решение изменить название было принято в 1979 году, чтобы создать единое и более лаконичное наименование для носителей трех языков.

## Флот
- Вертолёты[8]
  - 8 Airbus Helicopters H145, используемые в низинах и горах Юра.
  - 11 Agusta A109 SP Grand "Da Vinci", используемые в Альпах.
  - 1 Airbus Helicopters H125, используемый с конца 2016 года для тренировочных полетов[9].

- Транспортные самолёты[8]

Последовательность снимков взлета с горы вертолета Agusta A109SP с базы спасательной службы Rega.

  - 3 Bombardier CL-650 "Challenger", дислоцированные в аэропорту Цюриха.

Изменения
- 3 Challenger CL 604 были заменены в 2018 году на 3 Challenger 650[10]. Два CL604 были проданы ВВС Швейцарии.
- 6 вертолетов Airbus Helicopters H145 заменили парк Eurocopter EC145. Первый H145 появился весной 2018 года[11].

## Базы
- Rega Center (операционный штаб) в аэропорту Цюриха
- Авиабаза Дюбендорф[англ.] (Rega 1) в Дюбендорфе
- Базель-Мюлуз-Фрайбург (Rega 2) во Франции (Аэропорт управляется Францией и Швейцарией совместно, находится в км от Базеля)
- Региональный аэропорт Берн (Rega 3) в Берне
- База (Rega 4) в Лозанне
- База (Rega 5) в Унтерваце
- Аэропорт Локарно[англ.] (Rega 6) в Локарно
- База (Rega 7) в Санкт-Галлене
- База (Rega 8) в Эрстфельде
- База (Rega 9) в Самедане
- База (Rega 10) в Вильдерсвиле/Интерлакене
- База (Rega 12) в Моллисе
- База (Rega 14) в Цвайзиммене
- Международный аэропорт Женева (Rega 15) в Женеве (На этой базе используется EC135, принадлежащий Университетской больнице Женевы[англ.], но база управляется от имени Rega.)

## Пилоты
Урсула Бюлер Хедингер, первая женщина из Швейцарии, получившая лицензию на управление реактивным самолетом, и первая швейцарская женщина пилот-инструктор летала в REGA более 25 лет.

## Партнеры
Rega тесно сотрудничает с несколькими организациями и службами экстренной помощи, включая полицию, пожарную службу и скорую помощь. Она помогает в спасательных работах, связанных с дорожно-транспортными происшествиями, ассоциации Touring Club Suisse. Для поисково-спасательных и восстановительных операций в горах Rega тесно сотрудничает со спасательным отделением Швейцарского альпийского клуба. Для более крупных операций Rega может запросить дополнительные вертолеты у FOCA или Швейцарского совета по расследованию авиационных происшествий (ранее Бюро по расследованию авиационных происшествий).
Rega является партнером ВВС Швейцарии, которые при необходимости поддерживают Rega вертолетами и персоналом. Для поисково-спасательных полетов в сложных условиях у ВВС есть вертолет, оснащенный FLIR (специальная камера с инфрокрасным режимом) (обычно Eurocopter AS332 Super Puma или Cougar). ВВС постоянно контролируют воздушное пространство и немедленно направляют аварийные сигналы в Rega. Авиационное оборудование швейцарских ВВС используется для быстрого и точного определения местоположения аварийного сигнала, который передается на вертолет Rega в начале аварийной миссии. Rega также имеет доступ к радиосистеме ВВС для всестороннего радиопокрытия, которое имеет большую зону покрытия, чем радио для гражданской авиации.